# Romulea tempskyana
Romulea tempskyana är en irisväxtart som beskrevs av Josef Franz Freyn. Romulea tempskyana ingår i släktet Romulea och familjen irisväxter. Inga underarter finns listade i Catalogue of Life.